# Rubén Darío
Rubén Darío, właśc. Félix Rubén García Sarmiento (ur. 18 stycznia 1867 w Metapie w departamencie Matagalpa, zm. 6 lutego 1916 w León) – nikaraguański pisarz tworzący w języku hiszpańskim, dziennikarz i dyplomata. Był ojcem modernizmu w literaturze iberoamerykańskiej. Nawiązywał do parnasizmu oraz symbolizmu.
Urodził się w rodzinie o korzeniach hiszpańsko-indiańsko-afrykańskich. Gdy miał szesnaście lat zwrócił na siebie uwagę pisanymi wierszami. W 1888 roku zdobył nagrodę w konkursie poetyckim w Chile. W tym samym czasie wydał modernistyczny tomik wierszy o tytule Azul. Publikacja Prosas Profanas wydana w 1896 roku w której zebrano jego utwory uznana została za szczytowe osiągnięcie modernizmu. Utrzymywał się z pisania, wykładów i sprawowania urzędu konsula. Zmarł w 1916 roku León w  Nikaragui. 

## Dzieła
Poezja:
- Abrojos, 1887
- Rimas, 1887
- Azul..., 1888
- Primeras notas, [Epístolas y poemas, 1885], 1888
- Prosas profanas y otros poemas, 1896
- Cantos de vida y esperanza. Los cisnes y otros poemas, 1905
- Oda a Mitre, 1906
- El canto errante, 1907
- Poema del otoño y otros poemas, 1910
- Canto a la Argentina y otros poemas, 1914
- Lira póstuma, 1919

Proza:
- Los raros, 1905.
- España contemporánea, 1901
- Peregrinaciones, 1901
- La caravana pasa, 1902
- Tierras solares, 1904
- Opiniones, 1906
- El viaje a Nicaragua e Intermezzo tropical, 1909
- Letras, 1911
- Todo al vuelo, 1912
- La vida de Rubén Darío escrita por él mismo, 1913
- La isla de oro, 1915
- Historia de mis libros, 1916
- Prosa dispersa, 1919